# Traxion (відеогра)
Traxion — музична відеогра, що розроблялась Kuju Entertainment для PlayStation Portable. Дата виходу була запланована на IV квартал 2006 року, але була скасована LucasArts у січні 2007 року. Гра повинна була включати ряд міні-ігор та підтримку імпорту пісень із власної бібліотеки, включеної до продукту. Відеогра була презентована на Е3 2006, а журнал «Wired» описав її як «найкраще, що вони мали на цій виставці».

## Геймплей
Відеогра комбінує музику та головоломки, що дозволяє гравцю використовувати власні MP3-файли, що зберігаються в пам'яті, як основу для більше 20 головоломок. Стиль і темп, фон і об'єкти кожної з міні-ігор змінюється в залежності від ритму та жанру пісні. Гра також повинна була мати декілька вбудованих треків.
Однією міні-ігор, розроблених до скасування, була гра, де гравець натискає відповідні ноти у такт музиці. Також була гра, де гравець управляє шеф-кухарем та ловить їжу, що падає зверху, у такт музиці.
Відеогра отримала нагороду за технічну перевагу від основного інтернет-сайта IGN на E3 2006.

## Скасування
4 січня 2007 року, LucasArts повідомив про скасування Traxion: «Kuju і LucasArts погодилися розірвати свої відносити в розвитку продукту Traxion», — сказав представник, який також відмовився коментувати причину скасування.

## Перевидання
9 травня 2007 року голова Kuju Entertainment Ед Дейлі сказав, що вони розглядають цілковите припинення розробки продукту, зазначивши, що він може вийти на ринок як відеогра для iPod.